# Helene Köber
Helene Köber, ab 1851 Helene (von) Franken (* 19. März 1825 in Mitau, Gouvernement Kurland, Russisches Kaiserreich; † nach 1884), war eine deutschbaltische Genre- und Porträtmalerin.

## Leben
Helene Köber war Tochter des Arztes Jakob Wilhelm Köber und dessen Ehefrau Laura, geborene von Wildemann-Klopmann. Sie erhielt zunächst Zeichenunterricht bei Johann Lebrecht Eggink und Julius Döring in Mitau. Ab 1847 nahm sie Privatunterricht bei Julius Roeting in Dresden, außerdem bei Paul von Franken, den sie 1851 heiratete. Das Paar lebte nach einem Aufenthalt in Paris ab 1852 in Mitau. 1853 zog es über Sankt Petersburg und Moskau nach Tiflis, wo es sich später trennte. Die beiden hatten eine Tochter, die 1856 geborene Helene, welche 1875 in Tiflis den Forschungsreisenden und Ethnographen Karl von Hahn heiratete. 
Ab 1884 wirkte Helene von Franken als Zeichenlehrerin in Deutschland. Sie malte vor allem Porträts und Genrestücke, auch schuf sie ein Altarbild für die St. Annen-Kirche in Mitau.
Ihr Neffe – Sohn ihres Bruders, des Arztes Gustav Georg Adolf (von) Köber (1817–1871) – war der deutsch-russische Philosoph Raphael von Koeber.